# 紀在昌
紀 在昌（き の ありまさ）は、平安時代中期の貴族・儒学者。中納言紀長谷雄の孫。式部大輔・紀淑信の子。官位は従四位上・式部大輔。

## 経歴
延長6年（928年）頃に文章得業生となり、大内記・式部少輔・民部大輔・文章博士・伊予権介などを歴任、従四位上・式部大輔に至った。醍醐・村上朝に活躍し、憲平親王（冷泉天皇）の侍読を勤めた。
『文粋』『類聚句題抄』などに漢詩・漢文が残る。

## 官歴
- 延長6年（928年）頃：文章得業生
- 天慶元年（938年） 7月7日：見大内記[1]
- 時期不詳：正五位下[2]
- 天慶9年（946年）2月21日：見式部少輔文章博士伊予権介[2]
- 時期不詳：従四位下[1]
- 天暦4年（950年） 5月24日：見式部大輔[1]
- 時期不詳：従四位上[3]

## 系譜
『尊卑分脈』による。
- 父：紀淑信
- 母：不詳
- 妻：橘公廉の娘
  - 男子：紀伊輔
- 生母不明の子女
  - 男子：紀伊任[4]または輔任
  - 男子：紀伊賢
  - 男子：紀兼輔